# Gare de Miramichi
Pour les articles homonymes, voir Miramichi (homonymie).
La  gare de Miramichi du quartier Newcastle de Miramichi est desservie par le train l'Océan de Via Rail Canada en provenance de Montréal.